# Wendel (entreprise)
Pour les articles homonymes, voir Wendel.
Wendel est une société d'investissement française issue de la fusion-absorption de CGIP (Compagnie générale d'industrie et de participations) et de Marine-Wendel en juin 2002. L'entreprise est contrôlée par la famille de Wendel : Wendel-Participations (ex-Société lorraine de participations sidérurgiques), holding familial de la famille Wendel, détient 39,3 % de Wendel.
Le 28 mars 2013, Ernest-Antoine Seillière est nommé président d'honneur de Wendel avant d'être condamné, ainsi que 13 autres dirigeants, le 20 avril 2022 pour fraude fiscale.
Depuis décembre 2022, le directoire est composé de Laurent Mignon, Président du Directoire, et de David Darmon, Directeur général et membre du Directoire.

## Historique
Le 29 juillet 2002, Wendel et Kohlberg Kravis Roberts (KKR) acquièrent le groupe Legrand après une tentative d'acquisition par Schneider Electric.
Wendel est aussi devenu en septembre 2007 le 1er actionnaire de Saint-Gobain, un leader mondial des matériaux de construction, passant les 15 %.
En septembre 2007, Wendel cède la totalité de sa participation de 2,4 % dans Neuf Cegetel pour 148 millions d'euros.
En octobre 2007, l'introduction en bourse de Bureau Veritas a rapporté 1,2 milliard d'euros. Wendel reste l'actionnaire de contrôle avec 63 %.
En mai 2008, la famille Wendel est rattrapée par la justice en raison de montages financiers douteux,.
En mai 2008, Wendel cède la société Editis, qu'elle détenait à 100 %, au groupe espagnol Planeta.
En octobre 2008, trop endetté après l'achat de Saint-Gobain, le groupe est dégradé au rang de junk bond par les agences de notation.
En mars 2009, Frédéric Lemoine prend la présidence du directoire en remplacement de Jean-Bernard Lafonta. Ernest-Antoine Seillière reste au poste de président du conseil de surveillance.
En mai 2010, Wendel devient mécène fondateur du Centre Pompidou-Metz,,.
Présent depuis 1993 au capital de Stallergenes, leader mondial de l'immunothérapie allergénique de l'allergie respiratoire, Wendel cède en novembre 2010 ses parts (46 %) à Ares Life Science.
En mars 2011, Wendel acquiert Parcours, leader indépendant de la location longue durée en France.
En mai 2011, Wendel et Saint-Gobain signent un pacte qui établit les principes et les objectifs de leur coopération à long terme.
En juin 2011, Wendel devient actionnaire de référence de la société technique suisse Exceet Group AG, via la structure d’investissement Helikos.
En juillet 2011, Wendel annonce l'acquisition de Mecatherm, leader mondial des équipements pour la boulangerie industrielle.
En mars 2012, Wendel a reçu de Frédéric Mitterrand la distinction de grand Mécène de la culture, au titre notamment de son engagement auprès du Centre Pompidou-Metz.
En avril 2012, après le feu vert de Bruxelles, Wendel a finalisé la cession de l’électricien Deutsch au groupe américain TE Connectivity.
En octobre 2012, Wendel annonce son premier investissement en Afrique. Wendel devient le premier actionnaire d'IHS holding, principal gestionnaire de tours de télécommunications panafricain.
En avril 2013, Standard & Poor's a relevé de "BB" à BB+" la note de crédit long-terme de Wendel avec une perspective stable. En juin 2013, après 11 ans d'accompagnement en tant qu'actionnaire de référence, Wendel a réalisé avec succès la cession de sa participation résiduelle dans Legrand.
En juillet 2013, Wendel annonce le renforcement de sa participation dans IHS Holding en Afrique en investissant 100 millions de dollars supplémentaires, portant ainsi son investissement total à 276 M$.
En novembre 2013, Wendel poursuit sa stratégie d’investissement en Afrique : il devient actionnaire du groupe panafricain Saham, basé au Maroc, et détenu majoritairement par son fondateur et président Moulay Hafid Elalamy afin de l’accompagner, à long terme.
En décembre 2013, Wendel a réalisé son premier investissement au Japon, au travers d’Oranje Nassau Développement, avec l’acquisition de Nippon Oil Pump Co., Ltd. (NOP). Wendel a investi en fonds propres environ 24 millions d'euros, sous réserve d’ajustements de prix, et détient 98 % de la société au côté du management .
En avril 2014, Wendel porte son investissement total dans IHS à 475 millions de dollars.
En avril 2014, Wendel annonce la finalisation par Stahl du rachat de la division Leather Services de Clariant. En échange de la cession de ses actifs à Stahl, Clariant a reçu 23 % du capital de Stahl, ainsi qu’un paiement en numéraire de 74 millions d'euros. Wendel demeure l’actionnaire majoritaire du nouveau groupe avec environ 70 % du capital.
En juillet 2014, le montant de la dette de Wendel étant passée de 8,4 millions d'euros en 2009 à 3,7 millions d'euros mi-2014 sa notation financière est réévaluée à investment grade.
En octobre 2014, Wendel finalise la cession de Chryso, filiale de Materis, à LBO France pour près de 290 millions d'euros.
En novembre 2014, Wendel s'engage à investir 243 millions de dollars supplémentaires dans IHS Holding.
En décembre 2014, Wendel annonce l'acquisition du groupe autrichien Constantia Flexibles, spécialisé dans l'emballage et le conditionnement flexibles.
En janvier 2015, Wendel annonce la finalisation du rachat du groupe américain CSP Technologies, spécialiste du conditionnement plastique, pour une valeur d'entreprise de 360 millions de dollars.
En juin 2015, Wendel SA devient Wendel SE à la suite de l'approbation par les actionnaires de la transformation de la forme sociale de la société en société européenne lors de l'assemblée générale du 5 juin. En juin 2015, Wendel annonce l'acquisition de AlliedBarton pour 1,67 milliard de dollars à Blackstone.
En mai 2016, Wendel annonce la finalisation de la cession de Parcours à ALD Automotive, filiale de location longue durée du groupe Société Générale. Dans le même temps, Wendel annonce la fusion d'AlliedBarton Security Services et d'Universal Services of America pour créer le leader de la sécurité en Amérique du Nord.
Le 4 mai 2016, Wendel annonce également la réalisation de la vente de 5,3 % du capital de Saint-Gobain et la réussite de l’émission d’une obligation échangeable d’environ 500 millions d'euros.
En juin 2016, Wendel annonce réaliser son premier investissement dans l’immobilier commercial en Afrique et entre au capital de SGI Africa.
En septembre 2016, Wendel annonce la signature d'un accord avec Rockwood Private Equity en vue d'acquérir Tsebo Solutions Group, une société africaine de services aux entreprises. Le montant de la transaction est estimé à 331 millions d'euros environ.
En janvier 2018, André François-Poncet succède à Frédéric Lemoine à la présidence du directoire de Wendel.
Le 26 mars 2019, Wendel annonce la conclusion d'un accord avec la banque Goldman Sachs pour débloquer 200 millions d'euros afin de racheter ses propres actions dans le but de les annuler ensuite afin de réduire le nombre d'actions dans le groupe,,,.
Au premier semestre 2019, Wendel accuse une perte nette de 18,2 millions d'euros (contre 0,9 million d'euros sur la même période en 2018). L'entreprise annonce toutefois un résultat net de ses activités en hausse de 4,9 % à 252,2 millions d'euros.
Début juin 2020, Wendel annonce un recentrage de ses activités en Europe et en Amérique du Nord. Dans le contexte du Covid-19, Wendel réduit également son dividende à 2,80 euros par action au lieu de 2,90 euros, basé sur le calcul de 2019,. Les salaires des dirigeants sont également baissés.
En 2020, affecté par la crise liée à la pandémie de Covid-19, Wendel déplore une perte nette de 264 millions d'euros.
En mars 2021, la direction de Wendel annonce son ambition de se diversifier à moyen terme. Elle serait particulièrement intéressée par les secteurs des services technologiques et des logiciels, des services aux entreprises, de la santé et des technologies industrielles.
Début septembre 2021, un communiqué de Wendel indique le retour au vert de l'entreprise au premier semestre 2021 avec un bénéfice net de 131,1 millions d'euros contre une perte nette de 203,7 millions un an plus tôt. Au troisième trimestre 2021, le chiffre d'affaires se consolide à 1,89 milliard d'euros, en hausse de 11,1 % sur un an.
Fin octobre 2021, Wendel vend à DuluxGroup l'entreprise Cromology, spécialiste de la peinture décorative en Europe, pour un montant de 1,26 milliard d'euros.
En janvier 2022, Wendel annonce l'acquisition à 99 % du capital d'ACAMS (Association of Certified Anti-Money Laundering Specialist), un spécialiste de la certification dans la lutte contre le blanchiment d'argent. L'opération, qui a été financée par 338 millions de dollars de fonds propres, est finalisée le 11 mars 2022 et devrait valoriser ACAMS à 500 millions de dollars,.
Au premier trimestre 2022, Wendel enregistre un chiffre d'affaires à 2 milliards d'euros, en hausse de 5 % par rapport à 2021.
En mars 2025, Wendel annonce réduire sa présence au capital de Bureau Veritas.

## Activité financière

### Filiales et participations
Wendel est actionnaire de référence des principales sociétés suivantes :
- ACAMS ;
- Bureau Veritas ;
- Crisis Prevention Institute ;
- Globeducate[54] ;
- IHS Towers ;
- IK Partners[55] ;
- Scalian ;
- Stahl ;
- Tarkett.

### Actionnariat
Depuis plus de trois siècles, Wendel est accompagnée par la famille Wendel, son actionnaire familial de référence. Les actionnaires familiaux sont réunis au sein de Wendel-Participations SE qui détenait 39,3 % du capital de Wendel au 31 décembre 2020. Le reste du capital est principalement réparti comme suit :
- investisseurs institutionnels (37,7 %) ;
- actionnaires individuels (18,8 %) ;
- salariés, dirigeants et autres (2,3 %) ;
- autodétention (2,0 %).

L’actionnariat de Wendel-Participations SE est composé d’environ 1 200 personnes physiques et morales appartenant à la famille Wendel. La famille Wendel est représentée par six membres au sein du conseil de surveillance. Cette structure actionnariale forte et pérenne permet à Wendel de se concentrer, année après année, sur la création de valeur et le développement à long terme de ses participations, au bénéfice des entreprises de son portefeuille et de tous ses actionnaires.

## Dirigeants

### Conseil de surveillance
Au 31 décembre 2024, le Conseil de surveillance est composé de :
- Nicolas ver Hulst (président) ;
- Gervais Pellissier (vice-président) ;
- Benedicte Coste ;
- Franca Bertagnin Benetton (membre indépendant) ;
- Harper Mates (représentante des salariés) ;
- François de Mitry ;
- Fabienne Lecorvaisier ;
- Priscilla de Moustier ;
- Sophie Tomasi Parise (représentante des salariés) ;
- Thomas de Villeneuve ;
- William Torchiana ;
- Humbert de Wendel.

### Directoire
Depuis le 2 décembre 2022, le directoire est composé de :
- Laurent Mignon, Président du Directoire ;
- David Darmon, Directeur général et membre du Directoire.

Deux Directeurs généraux adjoints ont été nommés afin d'épauler le directoire : Jérôme Michiels, et Cyril Marie.

## Controverses
En juin 2008, Sophie Boegner, cousine d'Ernest-Antoine Seillière, dénonce les conditions dans lesquelles quinze membres de la direction de Wendel ont investi dans 4,7 % du capital de la société en mai 2007. Celle-ci porte plainte contre X pour "abus de bien social et recel" en 2008. En août 2011, le parquet de Paris conclut à un non-lieu. Dans son ordonnance de non-lieu, le juge Van Ruymbeke affirme que si les dirigeants de Wendel ont réalisé « des gains très importants » lors de la réorganisation du capital du groupe, « ce seul fait ne peut permettre de caractériser des abus de biens sociaux ».
Le parquet de Paris avait déjà classé sans suite sa plainte contre X pour « abus de biens sociaux et recel », estimant qu'aucune qualification pénale ne ressortait du dossier au vu d'éléments d'information transmis par l'Autorité des marchés financiers et d'une expertise interne.
En décembre 2010, quatorze dirigeants et anciens dirigeants, dont Jean-Bernard Lafonta, ancien président du directoire et Ernest-Antoine Seillière, ancien président du conseil de surveillance, se voient notifier personnellement des « notifications de redressement ». L'administration fiscale leur réclame 240 millions d'euros, dont une cinquantaine au seul Ernest-Antoine Seillière, pour avoir perçu 324 millions d’euros via un montage financier qualifié d'« abus de droit ». Ils sont renvoyés en procès pour fraude fiscale en 2016 par les juges d'instruction et sont condamnés à de la prison avec sursis le 20 avril 2022,.

### Filmographie
- Du fer à la finance, l'empire Wendel. Documentaire, Compagnie des Phares et Balises, 2014[68].